# ロンドンプライド
ロンドンプライドは、フラーズ醸造所のフラグシップビール。樽と瓶詰めの形態で販売されている。グリフィン醸造所（Griffin Brewery）で1958年から造られている。

## 由来

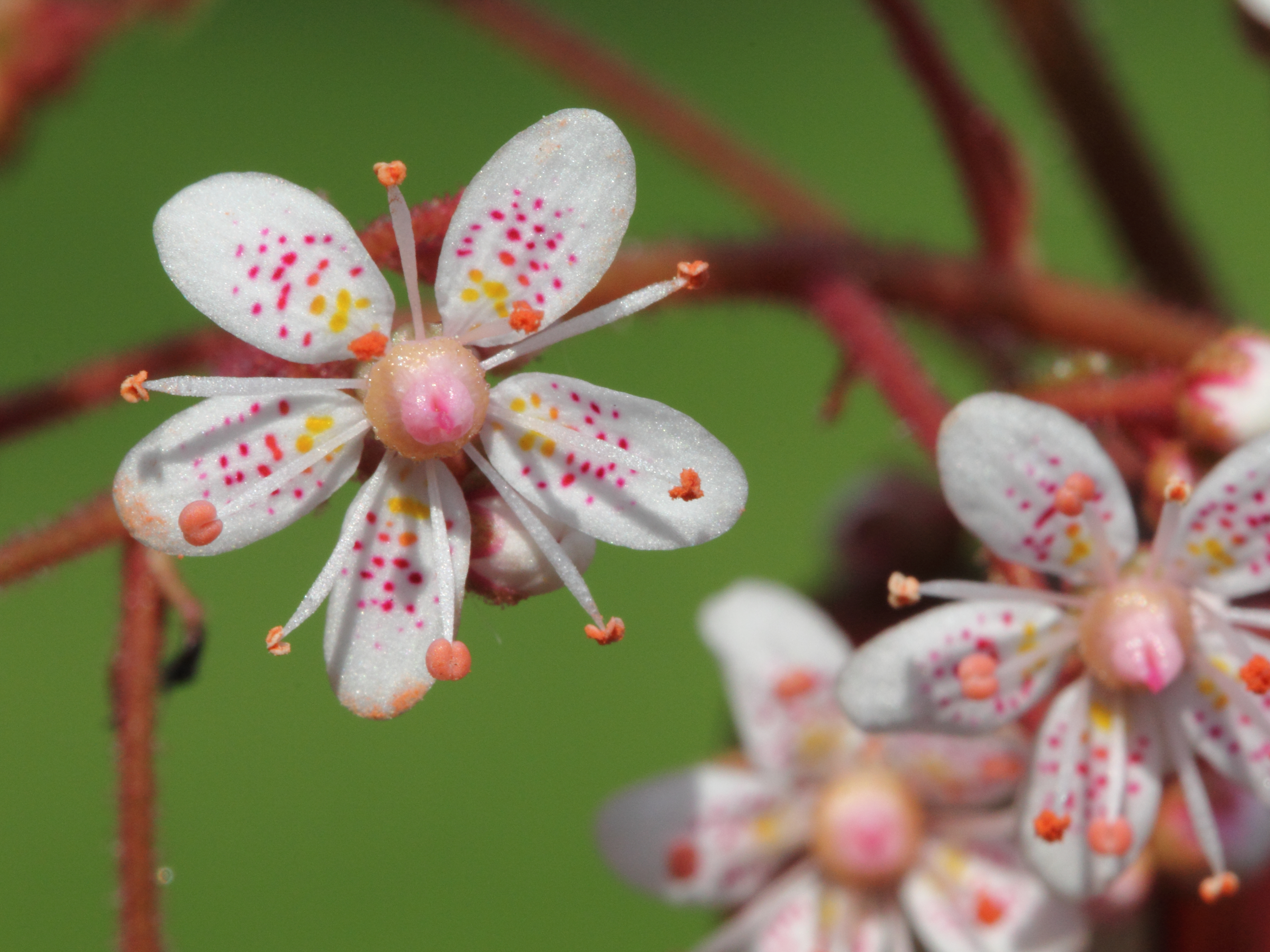
ロンドンプライド（サキシフラガ・ウルビウム）の花

ロンドンプライドの名前は、19世紀から使われているサキシフラガ・ウルビウムの一般名に由来する。この花は、1940年台初頭に発生したロンドン大空襲で爆撃された土地を、回復し発芽する様子をノエル・カワードが1941年にロンドンプライド (歌)という愛国唱歌として作曲したことで、ロンドン市民の象徴として知られるようになった。

## 受賞歴
CAMRAアワードのチャンピオンビールオブブリテンにおいて1979年と1995年のビタークラスの金賞を受賞した。